# Chiesa di Santa Teresa del Bambin Gesù (Tagliata)
La chiesa di Santa Teresa del Bambin Gesù è un luogo di culto cattolico di Tagliata, nel comune di Cervia.
Ultima sorta tra gli edifici sacri nel territorio cervese, questa Chiesa evidenzia chiaramente i moderni criteri architettonici di sobrietà e funzionalità.
Edificata nel 1967, la struttura, sorretta da pilastri in cemento, si esprime al piano superiore con una facciata in mattoni a vista. L'interno è caratterizzato da cinque capriate che danno vita ad una navata unica con pareti laterali pure in mattoni a vista, illuminate da vetrate multicromatiche raffiguranti la creazione della terra e del mare.
Sul lato sinistro è collocata una Madonna con bambino in legno, mentre dalla parte opposta si trovano effigie di Santa Teresa, cui la Chiesa è dedicata, e del Sacro Cuore. In prossimità del presbiterio, l'aula si allarga in modo contenuto in due cappelle a forma quadrata, vivacizzate da due finestre per parte raffiguranti i quattro evangelisti. L'abside si presenta a forma semiesagonale, con altare cui fa da sfondo un Crocifisso in legno scolpito, di epoca recente. La controfacciata, che sovrasta la scala di accesso, è illustrata da una serie di finestre di varie dimensioni aventi ad oggetto immagini e scene di vita sacra.